# Holotrichia deplanata
Holotrichia deplanata är en skalbaggsart som beskrevs av Brenske 1900. Holotrichia deplanata ingår i släktet Holotrichia och familjen Melolonthidae. Inga underarter finns listade i Catalogue of Life.